# فكتور باور
فكتور باور (بالألمانية: Viktor Bauer)‏ هو طيار بطل ألماني، ولد في 15 سبتمبر 1915 في Löcknitz ‏ في ألمانيا، وتوفي في 13 ديسمبر 1969 في باد هومبورغ في ألمانيا.